# Барка (Оман)
Барка (араб. بركاء) — місто в провінції Ель-Батіна Султанату Оман, центр однойменного вілайєті. Розташований на березі Оманської затоки, приблизно за 70 км на захід від Маскату. Населення 2003 становило 75 501 чоловік. За оцінкою 2008 року населення могло досягти 100 764 чоловік.

## Пам'ятки
У Барці розташовано кілька фортець і фортів, серед яких Форт Барка, що простягнувся уздовж морського узбережжя, Форт Ель-Фалідж і Бейт-Ніаман. Кількість окремо розташованих історичних веж в вілайєті доходить до 38. У місті також є парк Ен-Насім і упорядкований пляж, що приваблює туристів. Барка також славиться виробництвом східних солодощів. Нещодавно в місті стала проводитися корида.

## Вілайєт Барка
До вілайєту відносяться приблизно 51 сіл, населення працює в державних і приватних підприємствах, задіяно в сільському господарстві, розведенні домашньої худоби, рибальстві. Основні сільськогосподарські культури: цитрусові (лимон), манго, томати, зелень, фініки. У районі розводять верблюдів, кіз, овець, велику рогату худобу.